# Jane Eyre (film, 1970)
Jane Eyre är en brittisk TV-film från 1970 i regi av Delbert Mann. Filmen är baserad på Charlotte Brontës roman Jane Eyre från 1847. I huvudrollerna ses George C. Scott och Susannah York.

## Rollista i urval
- George C. Scott – Edward Rochester
- Susannah York – Jane Eyre
- Sara Gibson – Jane Eyre som barn
- Ian Bannen – St. John Rivers
- Rachel Kempson – mrs Fairfax
- Nyree Dawn Porter – Blanche Ingram
- Jack Hawkins – mr Brocklehurst
- Jean Marsh – mrs Rochester
- Kenneth Griffith – Mason
- Angharad Rees – Louise